# باوله
روستای باوله (به کُردی: باوەلە) یکی از روستاهای شهرستان سنقر وکلیایی می‌باشد و مرکز بخش باوله که در ۱۵ کیلومتری این شهرستان واقع شده‌است.
باوله به معنای
برآوله ، ((بر به معنی کنار))، آو : آب و له : پسوند مکان، مکانی  که در کنار آب (رود خانه) قرار گرفته‌است
بلاو: در زبان کردی به معنی جای پهن و گسترده در کنار آب هم معنی می‌دهد که ریشه اش همه (برآو) میباشد برآوله : بر اثر کثرت و تخفیف  به صورت ((باوله)) در امده است.
در سنقر نامه آمده است : (( دیگر از سلاطین که به خاک سنقر و کلیایی آمده است، محمد شاه قاجار است که از همدان به آذربایجان رفته و سه شب در قریه (( باوله )) که از جمله فعله کری ( پیله کری) است برای تفرج و تفریح اقامت نموده  و سرا پرده کنار گاورود زده‌اند طایفه این روستا به زبان کردی خود تظلم و شکایاتی که داشتند به عرض وی رساندند.
هم اکنون باوله دهستان شده و روستاهای اطراف تابع ان می‌باشد. نقل قول‌های زیادی در مورد نام این روستا هست که هیچ‌کدام چندان معتبر نیست ((با ولایت)) ((باب علی)) ((باولع)) جمعی هم می گویند. مهم‌ترین بخش شهر کلشتر بوده‌است که یک نفر به انم ولی که نزد مردم حرمتی داشته‌است آن را ارداه می کرده(بابا ولی)

## فرهنگ ومردم
مردم این روستا به زبان کردی کلیایی سخن می گویند.
در کتاب کرمانشاهان و تاریخ باستان جلد اول آمده مردمان این روستا از طایفه شه ملک تیره فعله کری ایل کلیایی میباشند.